# Старчевська
Ста́рчевська (рос. Старчевская) — присілок у складі Лузького району Кіровської області, Росія. Входить до складу Лальського міського поселення.
Населення становить 27 осіб (2010, 31 у 2002).
Національний склад станом на 2002 рік — росіяни 100 %.